# Tmesipteris obliqua
Tmesipteris obliqua är en kärlväxtart som beskrevs av R.J.Chinnock. Tmesipteris obliqua ingår i släktet Tmesipteris och familjen Psilotaceae. Inga underarter finns listade i Catalogue of Life.